# Calvisson
Calvisson település Franciaországban, Gard megyében. Lakosainak száma 6295 fő (2022. január 1.). Calvisson Aigues-Vives, Aujargues, Boissières, Congénies, Mus, Nages-et-Solorgues, Saint-Côme-et-Maruéjols, Saint-Dionisy, Souvignargues és Vergèze községekkel határos.

## Népesség
A település népességének változása:
| Lakosok száma | 1802 | 2088 | 2725 | 4213 | 5298 | 5455 | 5745 | 5898 | 5914 | 6295 |
|               | 1968 | 1982 | 1990 | 2006 | 2013 | 2015 | 2017 | 2019 | 2020 | 2022 |